# Mabel Parsons
Mabel Parsons (Catalunya?, segle XIX - ?, segle XX) fou una tennista catalana, considerada una de les pioneres del tennis femení a Catalunya, Guanyà, entre d'altres, els primers campionats de Catalunya individual (1904 i 1907), organitzats Reial Club de Tennis Barcelona.